# 江聰仁
江聰仁（1936年—1998年），臺灣省苗栗縣公館鄉人，中華民國國大代表。
江聰仁父親為開業醫生家庭富裕，外曾祖父出自銅鑼李家。每次參選在其家鄉公館鄉，得票率均高達九成相當令人矚目。1981年參加縣長選舉，僅以一萬多票落敗。家鄉得票率高達九成，於苗栗市僅輸眷村兩個投票所。是為著名民主改革實力派戰將，實力不容小覷，影響深遠。

## 相關連結
- 台灣地方派系